# Michelangelo Albertazzi
Pour les articles homonymes, voir Albertazzi.
Michelangelo Albertazzi est un ancien footballeur italien né le 7 janvier 1991 à Bologne. Il évoluait au poste de défenseur.

## Carrière
- 2011- : AC Milan ( Italie)
  - 2011-2012 : Getafe ( Espagne)
  - 2012 : AS Varese ( Italie)
  - 2012-2014 : Hellas Vérone ( Italie)[1]